# دراج آهانتا
دراج آهانتا (نام علمی: Pternistis ahantensis) نام یک گونه از سرده دراج‌های کبکی است.